# Кухня Судана

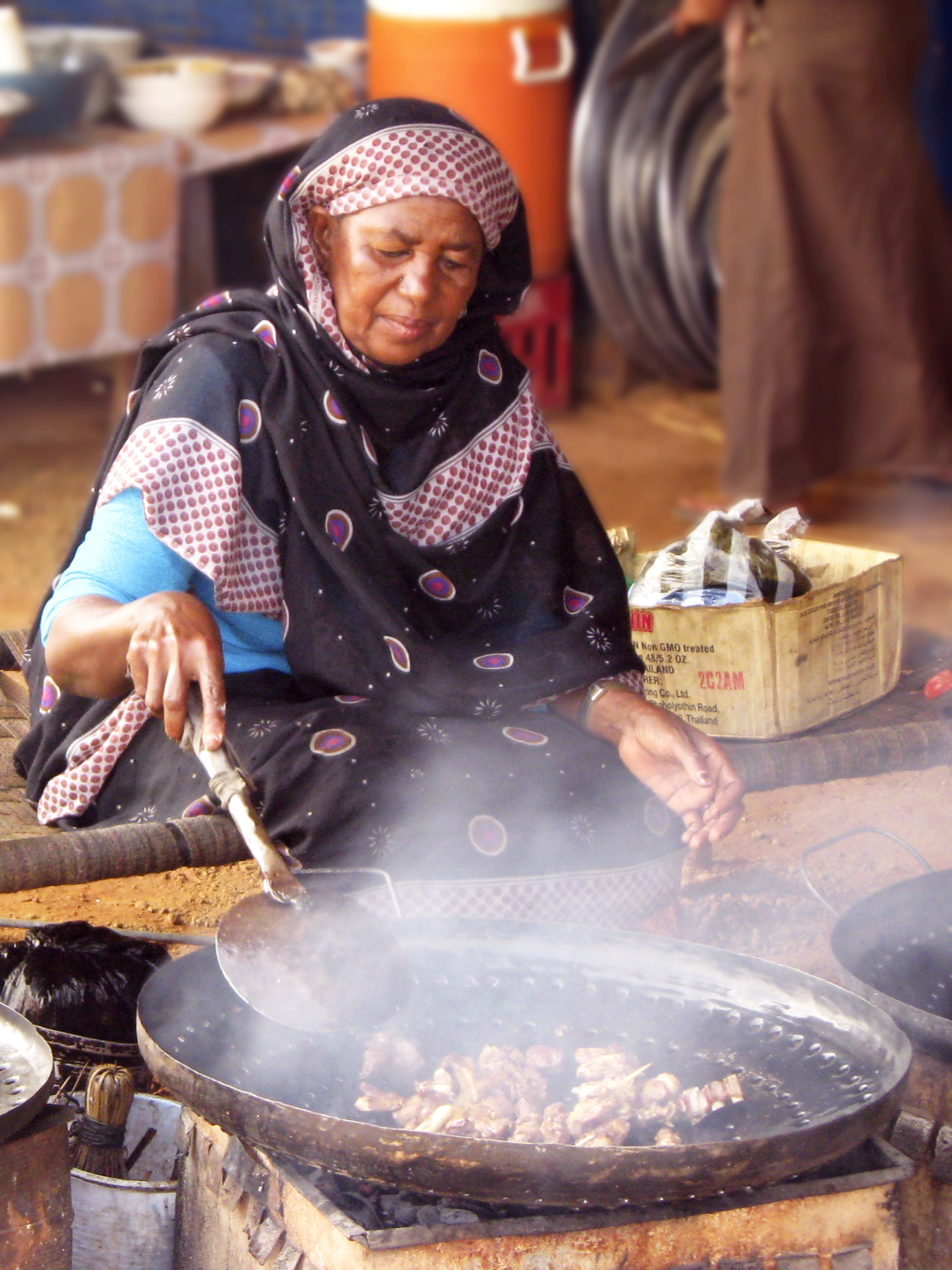
Женщина готовит в Судане

Расположение Судана

Суданская кухня варьируется в зависимости от региона, и в значительной степени зависит от межкультурных влияний в Судане на протяжении всей своей истории.

## Аперитив
К еде относятся elmaraara и umfitit, которые готовятся из овечьих субпродуктов (включая лёгкие, печень и желудок), лука, арахисового масла и соли. Их едят сырыми.

### Алкогольные напитки
Исторически Судан был одной из немногих преимущественно мусульманских стран, где разрешалось употребление алкоголя. Мужчины пили меризу, просяное вино, шарбот (алкогольный напиток из сброженных фиников) и араки (алкогольный джин, изготовленный из фиников). С наступлением XX века суданцы под влиянием европейцев начали пить виски и пиво. С конца 1980-х годов, когда был введён шариат, алкоголь был запрещён. Закон запрещает продажу, покупку и употребление алкоголя. 40 ударов хлыстом — наказание за нарушение запрета на алкоголь. Бывший президент Судана Джафар Нимейри принял шариат в сентябре 1983 года, ознаменовав это событие сбросом алкоголя в реку Нил. Изготовители араки в Судане продолжают производство напитка, несмотря на шариат.

## Сыры
- Гибна Домиати (белый сыр)[4][5]

## Супы и рагу
Некоторые рагу, в том числе Mullah, Waika, Bussaara и Sabaroag используют Ni’aimiya (суданская смесь специй) и сушеную бамию. Miris — это тушеное мясо, приготовленное из овечьего жира, лука и сушеной бамии. Sharmout Abiyad изготавливается из сушеного мяса, а Kajaik — из сушеной рыбы. Тушеное мясо регулярно едят с кашей из сорго под названием Asseeda или Asseeda Dukun. В Экватории в Asseeda добавляют Mouloukhiya (местный зелёный овощ).
Суданские супы включают Kawari, приготовленные из копыт крупного рогатого скота или овец с овощами, и Elmussalammiya, приготовленную из печени, муки, фиников и специй.